# Jan Haluza

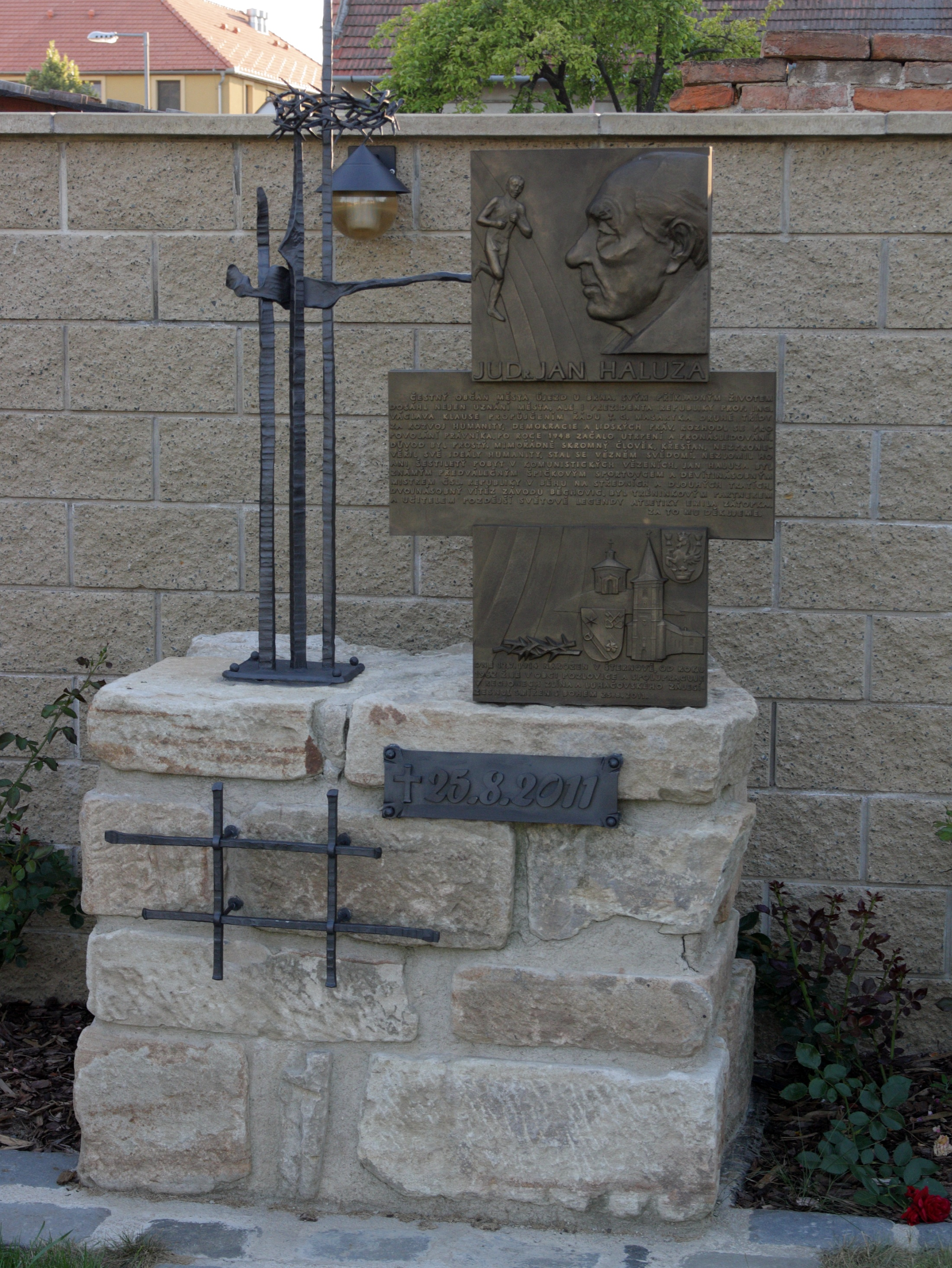
Denkmal für Haluza in seiner Heimatstadt Újezd u Brna

Jan Haluza (* 14. Juli 1914 in Šternov; † 25. August 2011 in Zlín) war ein tschechoslowakischer Leichtathletiktrainer. Er führte Emil Zátopek in die Weltspitze und war dessen einziger Trainer.
Haluza war der Sohn eines Handwerkers und hatte sieben Geschwister. Er war in seiner Jugend aktiver Leichtathlet. Nach dem Ende seiner aktiven sportlichen Laufbahn wurde er 1939 kurz vor der deutschen Zerschlagung und Besetzung der Tschechoslowakei an der juristischen Fakultät der Masaryk-Universität in Brünn promoviert, die wenige Tage später zwangsweise geschlossen wurde. Wie viele Juristen fand Haluza im nationalsozialistischen Protektorat Böhmen und Mähren zunächst keine Anstellung, arbeitete kurzzeitig in Brünn als Bauarbeiter und anschließend als Deutschlehrer am Prager Erzbischöflichen Gymnasium, bis dieses nach der Ermordung Reinhard Heydrichs 1942 geschlossen wurde. Als Trainer beim Athletikklub Baťa Zlín, wo er zuvor als Läufer eine beachtliche sportliche Karriere begonnen hatte, baute er noch vor dem Ende des Zweiten Weltkrieges Emil Zátopek zu einem Spitzenläufer auf.
Nach Kriegsende engagierte sich Haluza politisch zunächst in der christlichen Tschechoslowakischen Volkspartei (Československá strana lidová). Nach dem Februarumsturz von 1948 bot ihm die Kommunistische Partei KSČ die Mitgliedschaft an, was Haluza jedoch ablehnte. Bei Verhören wurde er der Mitgliedschaft in der Gruppe um die Regimekritikerin Milada Horáková bezichtigt und in einem Schauprozess zu einer sechsjährigen Zwangsarbeit in den Uranbergwerken von Jáchymov verurteilt.
Ab 1989 engagierte sich Haluza für die Wiederbelebung des traditionellen Sportvereins Orel. Haluza wurde nach der Samtenen Revolution rehabilitiert und 2010 mit dem Tomáš-Garrigue-Masaryk-Orden 2. Klasse ausgezeichnet.

## Belege
1. ↑  Rick Broadbent: Endurance: The Extraordinary Life and Times of Emil Zátopek. Bloomsbury, London 2016, S. 27.

| Personendaten    | Personendaten                              |
| ---------------- | ------------------------------------------ |
| NAME             | Haluza, Jan                                |
| KURZBESCHREIBUNG | tschechoslowakischer Leichtathletiktrainer |
| GEBURTSDATUM     | 14. Juli 1914                              |
| GEBURTSORT       | Šternov                                    |
| STERBEDATUM      | 25. August 2011                            |
| STERBEORT        | Zlín                                       |